# Club de Fútbol Lorca Deportiva
El Club de Fútbol Lorca Deportiva és un club de futbol de la ciutat de Llorca a la Múrcia.

## Història
Amb el pas dels anys els clubs de futbol de Llorca han anat naixent i morint cada pocs anys. Els més destacats, i representatius de la ciutat han estat els següents:
- Lorca Foot-ball Club (1901-1928)
- Unión Deportiva Lorquina (1922-1924)
- Lorca Sport Club (1928-1932)
- Club Deportivo Lorca (1933-1935) → Lorca Fútbol Club (1935-1941) → Lorca Club de Fútbol (1941-1946)
- Club Deportivo Lorca (1950-1966)
- CF Lorca Deportiva (1969-1994)
- Lorca Promesas CF (1986-1994)
- Lorca Club de Fútbol (1994-2002)
- Lorca Deportiva CF (2002-2011) → Lorca Deportiva Olímpico (2011-2012)
- Sangonera Atlético CF (1996-2010) → Lorca Atlético CF (2010-2012)
- La Hoya Deportiva CF (2003-2010) → La Hoya Lorca CF (2010-2017) → Lorca FC (2017-2022)
- Club de Fútbol Lorca Deportiva (2012-)

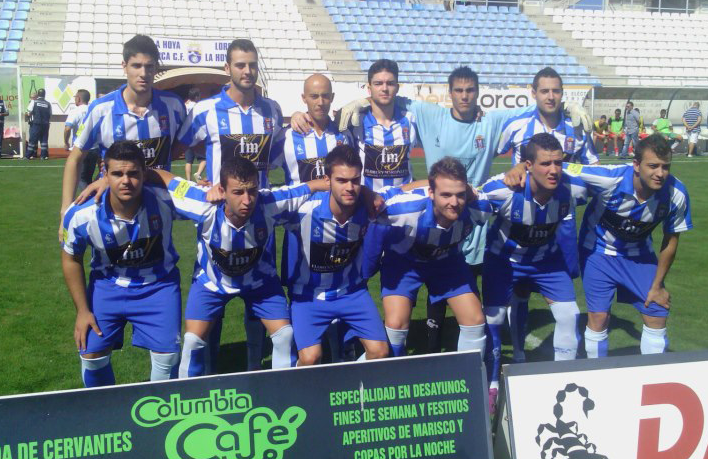
Primer onze de la historia del club.

L'agost de 2012 el futbol de Llorca pateix la desaparició del Lorca Atlético, que havia descendit de Segona Divisió B 
a Tercera Divisió, i administrativament a Territorial Preferent, acabant per no inscriure's a la categoria. A la ciutat restava el La Hoya com a únic representant. Finalment, el 27 de juliol de 2012 s'inscriu el Club de Fútbol Lorca Deportiva. El nou club adoptà el nom de l'antic CF Lorca Deportiva, que arribà a jugar a Segona Divisió als anys 1980.